# Michael Schumacher
 (IPA mɪçaeːl ʃumaxɐ), nemški dirkač Formule 1, *3. januar 1969, Hürth, Zahodna Nemčija.
Michael Schumacher je dirkač Formule 1 in sedemkratni svetovni prvak. Uradna stran Formule 1 ga je proglasila za statistično najboljšega dirkača v zgodovini Formule 1. Je prvi Nemec, ki je osvojil naslov prvaka v Formuli 1 in ima velike zasluge za popularizacijo Formule 1 v Nemčiji. Schumacher je bil proglašen za prvega športnika miljarderja z letnim zaslužkom tudi 100 milijonov dolarjev. Leta 2006 je bil v anketi FIE Schumacher s strani gledalcev razglašen za najpopularnejšega dirkača.
Po osvojitvi dveh zaporednih naslovov z Benettonom, se je Schumacher pred sezono 1996 preselil v Ferrari, ki je čakal na dirkaški naslov že vse od sezone 1981. Med sezonama 2000 in 2004 je Schumacher osvojil še pet zaporednih naslovov prvaka. Trikratni prvak, Jackie Stewart, je prepričan, da je preobrazba Ferrarija v zmagovalno moštvo, Schumacherjev največji dosežek. S koncem sezone 2006 Schumacher drži skoraj vse pomembnejše rekorde v Formuli 1, med drugim za število naslovov prvaka, zaporednih naslovov prvaka, zmag, najhitrejših krogov, najboljših štartnih položajev, največ zmag v eni sezoni.
Schumacher je tudi predan družinski človek in uveljavljen nogometaš. Je ambasador UNESCA in glasnik prometne varnosti. Bil je tudi udeležen v številnih humanitarnih akcijah, le v zadnjih štirih letih kot dirkač je v dobrodelne namene podelil vsaj 50 milijonov dolarjev.
10. septembra 2006, na novinarski konferenci po zmagi na Veliki nagradi Italije, je napovedal svojo upokojitev kot dirkač. 29. oktobra 2006 je bilo oznanjeno, da bo Schumacher v sezoni 2007 asistent novoimenovanega šefa Ferrarija, Jeana Todta, še posebej se bo posvetil iskanju novih dirkaških talentov. Po neuspešni vrnitvi v sezoni 2009, kot zamenjava za poškodovanega Felipeja Masso pri Ferrariju zaradi zdravstvenih razlogov, je bil decembra 2009 potrjen kot drugi dirkač Mercedesa za sezono 2010, v kateri je kot najboljšo uvrstitev trikrat dosegel četrto mesto. Po koncu sezone 2012, v kateri je s tretjim mestom na dirki za Veliko nagrado Evrope dosegel edino uvrstitev na stopničke, dosegel pa je tudi najhitrejši čas kvalifikacij dirke za Veliko nagrado Monaka, se je dokončno upokojil.

## Zgodnja leta
Nikakršnega dvoma ni bilo, da bo Michael Schumacher dirkač, saj so mu prvi gokart na pedala kupili že pri štirih letih. Da bo šlo hitreje, mu je oče Rolf vgradil še star motor, a se je Michael kmalu zaletel v drog cestne svetilke. Tako so se odločili, da bo varneje, če bo mali Michael dirkal na bližnjem dirkališču, kjer ni drogov uličnih svetilk. S tem pa je postal tudi najmlajši član domačega karting kluba. Čeprav je s kartingom in dirkanjem zapolnil precejšni del svojega časa, je bil tudi priden učenec. Zelo dobro se je izkazal pri matematiki in angleščini, prav tako pa je bil navdušen nad nogometom in judom. Dirkanje je bilo sprva le hobi, saj je bil po končani šoli vajenec v krajevni mehanični delavnici. Tam je spoznal vse zakonitosti motorja, in kot pravi, mu je to v veliko pomoč tudi danes. Po končani vajenski dobi je iz gokarta, s katerim je osvojil več nemških in evropskih naslovov, presedel v Formulo König, potem v Formulo 3, kjer je postal prvak leta 1990 in zatem v Formulo 1.

## Kariera formule 1
Schumacher je bil v svoji karieri znan po svoji sposobnosti, da je odpeljal hitre kroge v odločilnih delih dirke, da je lahko dirkalnik priganjal do skrajnih meja materiala in po odličnem dirkanju po dežju. Mokra steza izenači možnosti dirkačev, saj so v takih pogojih dirkaške sposobnosti praviloma pomembnejše od ostalih dejavnikov. Nekaj Schumacherjevih najboljših dirk je potekalo prav v takšnih pogojih, zaradi česar si je prislužil vzdevka »Regenkönig« ali »Rain king« (kralj dežja) in »Regenmeister« ali »Rain master« (mojster dežja). Prijel se ga je tudi vzdevek »Red Baron« (rdeči baron), zaradi njegovega rdečega Ferrarija po Nemcu Manfredu von Richthofenu, znamenitemu letalskemu asu prve svetovne vojne. Njegovi vzdevki so še »Schumi«, »Schuey« in »Schu«.
Schumacher je zaslužen za popularizacijo Formule 1 v Nemčiji, kjer je imela pred tem status obrobnega športa. V sezoni 2006 so bili v najboljši deseterici kar trije nemški dirkači, kar je v zgodovini Formule 1 največji delež dirkačev iz ene države. Mlajši Schumacherjevi rojaki, kot na primer Sebastian Vettel, trdijo da jim je Schumacher odprl vrata v Formulo 1.
V zadnjem delu kariere v Formuli 1, je bil Schumacher vse do prve upokojitve dolgoletni predsednik Združenja dirkačev (GPDA).

### Debi
Prvič je v Formuli 1 nastopil leta v sezoni 1991 na Veliki nagradi Belgije z Jordanom, ko je zamenjal aretiranega Bertranda Gachota. Schumacherjev manager Willi Weber je Eddieju Jordanu zagotovil, da njegov varovanec dobro pozna stezo Spa-Francorchamps, kljub temu da se je Schumacher v resnici po njej peljal le enkrat s kolesom. Kljub temu, da je dirko končal že po nekaj zavojih z okvarjeno sklopko, je bilo neverjetno sedmo mesto na kvalifikacijah dovolj, da je že pred naslednjo dirko prestopil v Briatorejev Benetton.

### Benetton

#### 1991−1993
Tudi tu se je že na prvi dirki za Veliki nagradi Italije zelo izkazal, saj je prehitel celo moštvenega kolega Nelsona Piqueta, trikratnega svetovnega prvaka, ter s petim mestom dosegel prve točke v karieri. Do konca sezone pa je prišel še dvakrat do šestega mesta.
Na prvo zmago mu tudi ni bilo potrebno dolgo čakati, saj jo je dosegel že naslednjo leto na Veliki nagradi Belgije, ki je postala njegova najljubša dirka, po odlični taktiki na delno mokri in delno suhi stezi. Na večini dirki se je Nigel Mansell v hitrejšem Williamsu že takoj po štartu pobegnil, Schumacher pa se je s Ayrtonom Senno boril za uvrstitev na stopničke. Sezono 1992 je končal na odličnem tretjem mestu s 53. točkami, celo pred Senno.
V sezoni 1993 je bil večkrat v dobrem položaju za stopničke, toda Benetton ni bil konkurenčen naprednemu in močnemu Williamsu Damon Hilla in Alaina Prosta ali McLarnu Ayrtona Senna, ki je imel zelo napredno elektroniko. V prvem delu sezone je imel Benetton proti ostalim najboljšim moštvom zelo nekonkurenčen sistem prodi zdrsu pogonskih koles (traction control). Kljub temu je uspel zmagati na 14. dirki sezone za Veliko nagrado Portugalske, kjer se je v zaključku dirke odlično obranil pred napadi Alaina Prosta v hitrejšem Williamsu. Sezono 1993 je končal na četrtem mestu z 52. točkami, po tem ko je odstopil kar na sedmih dirkah od petnajstih, ponovno pa se je na stezi največkrat za mesto na stopničke boril s Senno.

#### 1994−1995
V sezoni 1994 se je začel njegov veliki vzpon, saj je začel s štirimi zaporednimi zmagami, tudi na nesrečni Veliki nagradi San Marina, zaznamovani s smrtnima nesrečama Avstrijca Rolanda Ratzenbergerja in legendarnega Brazilca Senne ter hudo nesrečo Rubensa Barrichella. Do dirke za Veliko nagrado Velike Britanije mu je šlo z enim drugim mestom in še dvema zmagama vse kot po maslu, nato pa je sledila diskvalifikacija zaradi prehitevanja Damona Hilla v ogrevalnem krogu. Pa odpovedi motorja na Veliki nagradi Nemčije in zmagi na Veliki nagradi Madžarske je sledila še ena zmaga na Veliki nagradi Belgije, ki pa mu je bila zaradi preveč obrabljene deske pod dirkalnikom odvzeta. Poleg tega je bil še kaznovan z dvema dirkama prepovedi. Do zadnje dirke je tako zbral le še eno zmago in eno drugo mesto in vodil pred zadnjo dirko le za točko pred Hillom. Na zadnji dirki za Veliko nagrado Avstralije pa je Schumacher po vodstvu na začetku dirke v 35. krogu naredil napako in z desno stranjo dirkalnika rahlo trčil v ogrado, vendar se je uspel vrniti na stezo. Že do naslednjega ovinka pa ga je Hill ujel in skušal po notranji strani prehiteti, Schumacher ga je odločno zaprl in oba sta morala odstopiti. Tako je Schumacher obranil točko prednosti in postal prvi nemški svetovni prvak.
V sezoni 1995 je Renault začel dobavljati motorje tudi Benettonu, kljub temu je Schumacher s kar devetimi zmagami z lahkoto ubranil naslov svetovnega prvaka proti Hillu s hitrejšim Williamsom, ki ga je prav tako poganjal Renaultov motor, toda Anglež je zaostal kar za 33 točk. Pri tem je Nemcu nekoliko pomagal tudi Hill, ki je zapravil odločilne točke z nepotrebnimi odstopi zaradi izletov s steze na kar treh dirkah. Še dvakrat pa se je Hill zapletel v trčenje s Schumacherjem, ko ga je poskušal prehiteti, na Velikih nagradah Velike Britanije in Italije. Za slednje trčenje je bil Hill kaznovan s prepovedjo nastopa na eni dirki, toda kazen ni bila nikoli izvršena. Najbolj nepozabni pa sta bila dirki za Veliko nagrado Belgije, ko je Schumacher zmagal iz 16. štartnega mesta, po velikih težavah z menjalnikom na kvalifikacijah, in Veliko nagrado Evrope, ko je Schumacher premagal Jeana Alesija s taktiko postanka več v boksih, ki je zahtevala od Nemca stalno nizanje hitrih krogov, Francoza pa je uspel prehiteti le dva kroga pred koncem. Tako je Schumacher osvojil svoj drugi zaporedni naslov in odločilno pripomogel tudi k edinemu konstruktorskem naslovu Benettona.

### Ferrari
Nato je sledil prestop v Ferrari, ki je že od sezone 1979 čakal na naslednjega svetovnega prvaka in je tako prestavljal velik izziv. Različni dirkalniki Ferrarija, predvsem v začetku devetdesetih, so si s strani dirkačev pridobili vzdevke kot so bili na primer »Traktor«, »Pujs« in »Čakajoč nesrečo«, najbolj znan pri tem je bil Alain Prost. Slaba usklajenost Ferrarijeve ekipe za postanke v boksih pa je bila tarča razširjene šale.
Iz Benettona je Schumacher pripeljal odličnega angleškega stratega Rossa Brawna ter odličnega konstruktorja dirkalnikov Roryja Byrnea, ki so skupaj z Jeanom Todtom in Schumacherjem najbolj zaslužni, da so iz razpadajočega in nekonkurenčnega moštva naredili najuspešnejše moštvo v zgodovini Formule 1. Trikratni prvak, Jackie Stewart, trdi da je prav ta preobrazba Ferrarija Schumacherjev največji dosežek.

#### 1996−1999
V sezoni 1996 je bil Ferrari še daleč od vrha, kljub temu pa je Schumacherju uspelo zmagati kar trikrat, kar je več , kot jih je Ferrari zabeležil v zadnjih petih sezonah. Prvo zmago za Ferrari je dosegel v dežni dirki za Veliko nagrado Španije, kjer je pokazal svoje odlične sposobnosti za vožnjo po mokri stezi in vse tekmece prehitel za več kot minuto. Nato sta sledili še zmagi na Velikih nagradah Belgije in Italije, ki je močno navdušila Ferrarijeve navijače.
V sezoni 1997 je že dosegel pet zmag in se odlično boril z Jacquesom Villeneuveom v hitrejšem Williamsu, ki si je na začetku sezone nabral nekaj prednosti. Zopet je pokazal odlično vožnjo v dežju in še tretjič zmagal na Veliki nagradi Monaka, kjer je imel že po prvem krogu neverjetnih 7 sekund prednosti pred konkurenco. Vendar pa so bile vse te odlične vožnje pozabljene po zadnji dirki za Veliko nagrado Evrope v Jerezu. Spet je imel točko prednosti pred zadnjo dirko in spet je vodil v začetnem delu dirke. Kmalu po postankih pa ga je, tudi s pomočjo moštvenega kolege Heinza-Haralda Frentzna, Villeneuve ujel in poskušal prehiteti. Schumacher ga je poskušal zapreti, vendar je bilo za to že močno prepozno in je s prvo gumo zadel v stranico Villeneuveovega dirkalnika ter obtičal v pesku. Tako je postal prvak Villeneuve, na Schumacherja pa se je zlil plaz obtožb zaradi očitne nešportne poteze. Tudi FIA ga je kaznovala z odvzemom 2. mesta v prvenstvu, vendar pa je lahko obdržal točke in zmage.
V sezoni 1998 se je po dolgem času v vrh Formule 1 spet prebil McLaren s Fincem Miko Häkkinenom in sezono je zaznamoval odličen dvoboj med letečim Fincem in Schumacherjem. Pred zadnjo dirko je Häkkinen s sedmimi zmagami vodil za štiri točke pred Schumacherjem, ki je zmagal šestkrat, in je tako za naslov potreboval zmago. Po najboljšem štartnem položaju mu je kazalo odlično, vendar pa mu je zaradi pregrete sklopke ugasnil dirkalnik pred ogrevalnim krogom, in tako je moral štartati z zadnjega mesta. Schumacher je kljub temu dirkal odlično, se do 31. kroga prebil že na drugo mesto vendar pa ga je takrat doletela še počena pnevmatika in sanj o naslovu je bilo konec. Verjetno pa bi se sezona obrnila drugače, če ne bi bilo, za Schumacherja, nesrečne Velike nagrade Belgije, kjer je na mokri stezi po odstopu Häkkinena že močno vodil, nato pa pri prehitevanju za krog zaostalega Davida Coultharda trčil vanj in moral odstopiti. Kasneje je Coulthard priznal, da je bila nesreča njegova krivda.
V sezoni 1999 je Schumacher solidno začel in do dirke za Veliko nagrado Velike Britanije zbral že dve zmagi, nato pa je bilo zanj sanj o naslovu svetovnega prvaka v tej sezoni predčasno konec. V prvem krogu je po odpovedi zavor s polno hitrostjo priletel v začšitne gume in utrpel večkratni zlom noge. Vrnil se je dve dirki pred koncem in na Veliki nagradi Malezije vodil, vendar zmago prepustil moštvenemu kolegu Eddieju Irvineu, ki se je še boril za naslov, vendar mu na zadnji dirki ni uspelo. Kasneje je Schumacher povedal, da je bil Hakinnen nasprotnik, ki ga je v svoji karieri Formule 1 najbolj spoštoval.

#### 2000−2002
V sezoni 2000 se je nadaljeval dvoboj med Schumacherjem in Häkkinenom. Schumacher je odlično začel s tremi zmagami, v srednjem delu nekoliko popustil z le dvema zmagama v desetih dirkah, nato pa s sanjskim zaključkom in štirimi zaporednimi zmagami le osvojil prvi naslov svetovnega prvaka za Ferrari po dolgih 21 letih in svoj tretji naslov.
V sezoni 2001 je z odličnim Ferrarijem dosegel devet zmag in dominantno zmagal v prvenstvu z 58 točkami prednosti. Moštvo Mclarna in predvsem Miko Häkkinena je mučila nezanesljivost materiala, zato je Schumacher z lahkoto osvojil svoj četrti naslov prvaka.
V sezoni 2002 se je dominacija Ferrarija nadaljevala in Schumacher je z enajstimi zmagami in uvrstitvijo na zmagovalni oder na prav vsaki dirki z lahkoto še tretjič zapored osvojil prvenstvo in pometel s konkurenco.

#### 2003−2004
V sezoni 2003 pa sta se, tudi s pomočjo novih pravil, Ferrariju zopet približali ekipi McLaren, z novim Fincem Kimijem Räikkönenom, in Williams, s Kolumbijcem Juanom Pablom Montoyo. Začetek sezone je bil za Nemca slab kot že dolgo ne po zaslugi izleta s steze na prvi dirki in vpletenosti v trčenje na drugih dveh. Schumacher je, kljub hudim težavam s pnevmatikami sredi sezone, uspel šestkrat zmagati in si pred zadnjo dirko zagotoviti prednost devetih točk pred Räikkönenom, Montoya pa je zapravil možnosti za naslov na predzadnji dirki za Veliko nagrado ZDA po kazni zaradi povzročitve trčenja z drugim voznikom Ferrarija, Rubensom Barrichellom. Na zadnji dirki je Schumacher potreboval le eno samo točko, vendar se je tudi to po nekaj smole na dirki izkazalo za dosti težje, kot je bilo za pričakovati. Schumacherju se je vendarle uspelo prebiti na osmo mesto, Räikkönenu pa prav tako ni uspelo prehiteti Barrichella, tako da je Schumacher postal še šestič svetovni prvak in je tako po naslovih prehitel legendarnega Argentinca Juana Manuela Fangia.
V sezoni 2004 je sledila še ena premočno sezona Ferrarija in Schumacherja, predvsem zaradi velikega padca McLarna in Williamsa. S 13 zmagami, tudi na Veliki nagradi Francije s taktiko kar štirih postankov v boksih, 148 točkami in 10 najhitrejšimi krogi v eni sezoni je postavljal nove in nove rekorde. Tako je Nemec postal še sedmič svetovni prvak in petič zapored, vendar pa je FIA, ki se je zaradi takšne dominacije Ferrarija soočala tudi z zmanjšanjem gledanosti Formule 1 po televiziji in obiska na dirkah, sprožila val novih pravil za naslednjo sezono, z namenom predvsem spodrezati krila premočnemu Ferrariju ter narediti Formulo 1 zopet izenačeno in s tem bolj privlačno za gledalce.

#### 2005−2006
V sezoni 2005 so se nova pravila, predvsem prepoved menjave pnevmatik med dirko, izkazala kot na kožo pisana moštvom francoskega opremljevalca s pnevmatikami, Michelina. Tako Ferrari s Bridgestonovimi pnevmatikami ni imel nobenih možnosti. Najboljši dirko sezone je prikazal na Veliki nagradi San Marina, kjer se je iz 14. štartnega mesta prebil na drugo, dirko pa je končal le dve desetinki za Alonsom. Edino zmago v sezoni je Schumacher osvojil le zaradi škandalozne napake Michelina, ki je na dirko za Veliko nagrado ZDA pripeljal nevarne gume in tako je dirkalo le šest dirkačev z bridgestone pnevmatikami. Kljub vsem težavam je iz sezone potegnil maksimum in jo zaključil na solidnem tretjem mestom v prvenstvu.
V sezoni 2006 je FIA vrnila menjavo pnevmatik ter spremenila potek kvalifikacij. Kljub vsemu je bil Ferrari v prvi polovici sezone v zaostanku za Renaultom in njihovim prvim voznikom Fernandom Alonsom. Tako je Schumacher po polovici sezone z le dvema zmagama zaostajal za 25 točk. Vendar pa takrat se je začela njegova velika vrnitev na vrh s tremi zaporednimi zmagami. Nato je sledila, tako za Schumacherja kot tudi za Alonsa, nesrečna Madžarska, ki je s prvo delno dežno dirko v zgodovini Velike nagrade Madžarske začasno zaustavila Ferrarijev pohod proti vrhu, saj Bridgestonove pnevmatike na mokri stezi niso bile konkurenčne Michelinovim. Že na nasledni dirki za Veliko nagrado Turčije je šlo spet Ferrariju vse po maslu, a le do varnostnega avtomobila, ki je Schumacherju odvzel gotovo zmago. Vendar pa že na Veliki nagradi Italije, kjer je tudi napovedal svojo upokojitev po tej sezoni, se je Schumacherjev pohod na vrh nadaljeval, Alonso pa je celo odstopil z eksplozijo motorja. Tudi na Veliki nagradi Kitajske se je Schumacher z neverjetno vožnjo v kvalifikacijah po mokri stezi in odlično dirko po točkah izenačil z Alonsom in zaradi večjega števila zmag povedel v prvenstvu. In ko je na Veliki nagradi Japonske kazalo, da je Alonso že premagan je v najslabšem možnem trenutku prišla prva okvara motorja po šestih letih na Schumacherjem Ferrariju in sanj o osmem naslovu je bilo v trenutku konec. Kot, da še ne bilo dovolj smole za Schumacherja, mu je na zadnji dirki kariere za Veliko nagrado Brazilije že v kvalifikacijah spet zagodla tehnika in je dosegel le 10. štartno mesto. Na dirki je začel odlično in bil že po prvem krogu šesti tik za Renautoma. Pri prehitevanju Giancarla Fisichelle pa je prišlo do rahlega dotika, ki je bil usoden za Schumacherjevo zadnjo desno pnevmatiko. Po odpeljanem skoraj celem krogu s počeno pnevmatiko in menjavi, je Schumacher začel nizati najhitrejše kroge in kljub skoraj krogu zaostanka do konca ujel najboljše in zadnjo dirko svoje kariere končal na, po dvojni smoli solidnem, četrtem mestu. Njegovo zadnjo predstavo so mediji razglasili kot »herojsko«, »dih jemljajočo« in kot »predstavo, ki odlično povzame njegovo kariero«.

#### 2007-2008
V sezoni 2007 je bil Schumacher Ferrarijev svetovalec in Todtov pomočnik, udeležil pa se je tudi nekaj dirk. 13. novembra 2007 se je kot eden redkih aktivnih dirkačev, ki so dirkali v času brez sistema proti zdrsu pogonskih koles, testiral dirkalnik Ferrari F2007 brez elektronskih pomagal, kot so predvidevala pravila na sezono 2008, na španskem dirkališču Circuit de Catalunya, in kljub več kot enoletnem premoru dosegel najboljši čas testiranj z 1:21:922, odpeljal pa je 64 krogov. Testiral je tudi naslednji dan, ko je bil ponovno najhitrejši, tokrat s časom 1:21,486. Tudi v sezoni 2008 je bil Schumacher uradno zaposlen kot Ferrarijev svetovalec, občasno je tudi testiral dirkalnik, toda zaradi omejitve testiranj s pravili, bolj poredko.

#### 2009
Sredi sezone 2009 se je v starosti štiridesetih let nepričakovano hotel vrniti kot zamenjava za Felipeja Masso, ki se je poškodoval na kvalifikacijah za Veliko nagrado Madžarske, a mu to ni dopuščal poškodovan vrat.

#### 2010-2012
23. decembra 2009 je bil po več tednih špekulacij potrjen kot drugi dirkač Mercedesa za sezono 2010, ob Nicu Rosbergu. Mercedesovo moštvo je prevzelo Brawn GP, ki je v sezoni 2009 osvojil dvojno krono, na čelu moštva ostaja Ross Brawn, ki je sodeloval pri vseh sedmih Schumacherjevih naslovih prvaka. Mercedes je nazadnje v Svetovnem prvenstvu Formule 1 sodeloval s svojim moštvom v daljni sezoni 1955, še nobenem nemškem dirkaču pa ni uspelo osvojiti naslova v Mercedesu. Že po nekaj dirkah se je pokazalo, da Mercedesov dirkalnik ni konkurenčen Red Bullovem, Ferrarijevem in McLarnovem dirkalniku. Sezono je začel s šestim mestom na dirki za Veliko nagrado Bahrajna, trikrat je dosegel četrto mesto, na dirkah za Veliko nagrado Španije, Veliko nagrado Turčije in Veliko nagrado Koreje, sezono pa končal na devetem mestu v prvenstvu, dve mesti za moštvenim kolegom Rosbergom.
V sezoni 2011 je osvojil osmo mesto v dirkaškem prvenstvu s 76-imi točkami, najboljši rezultat pa je dosegel s četrtim mestom na dirkah za Veliko nagrado Kanade, kjer se je na mokri stezi prebil do drugega mesta, toda ob koncu sta ga na sušeči se stezi prehitela Jenson Button in Mark Webber, in Veliko nagrado Španije.
Prvo polovico sezone 2012 so zaznamovale okvare, saj je odstopil na prvih petih dirkah od sedmih. Sredi sezone je delno utišal kritike na svoj račun z osvojitvijo najboljšega časa na kvalifikacijah pred dirko za Veliko nagrado Monaka, čeprav zaradi kazni ni štartal najboljšega štartnega položaja in je na dirki odstopil. Dve dirki za tem, na dirki za Veliko nagrado Evrope, je s tretjim mestom dosegel edino uvrstitev na stopničke od vrnitve leta 2010. Ob tem je dosegel še eno šesto, štiri sedma in dva deseta mesta za trinajsto mesto v dirkaškem prvenstvu in 49 točk. Na dirki za Veliko nagrado Nemčije, ki jo je končal na sedmem mestu, je postavil najhitrejši krog. Kariero je končal s sedmim mestom na dirki za Veliko nagrado Brazilije.

## Najznamenitejše dirke
- Velika nagrada Španije 1994: Drugo mesto z najboljšega štartnega položaja ne bi bilo nič posebnega, če ne bi bil Schumacher zaradi napake na menjalniku primoran zadnjih 43 krogov, oziroma zadnje tri četrtine dirke, prevoziti v peti prestavi.[46]
- Velika nagrada Belgije 1995: Zaradi težav z menjalnikom na kvalifikacijah je štartal šele iz 16. mesta, toda že po 16 krogih se mu je uspelo prebiti v vodstvo. Odlično je zadrževal s pnevmatikami tipa slick na mokri stezi Damona Hilla[47], ki je že zamenjal pnevmatike s tistimi za dež in tudi zmagal.
- Velika nagrada Evrope 1995: Strateg Ross Brawn je po tretjem postanku dejal Schumacherju, da mora v štirinajstih krogih nadoknaditi dvajset sekund kolikor je zaostajal za Jeanom Alesijem, ki je že opravil svoja predvidena postanka, in Schumacher ga je res dva kroga pred koncem ujel in tudi prehitel[48] ter zmagal.
- Velika nagrada Španije 1996: V hudem nalivu je Schumacher z neverjetno vožnjo po dežju dosegel svojo prvo zmago za Ferrari. Po tem ko je prešel v vodstvo, je vozil tudi po pet in več sekund na krog hitreje kot konkurenca. Nato je nekoliko upočasnil in zmagal s prednostjo 45-tih sekund.[49]
- Velika nagrada Monaka 1997: Odvijala se je v dežju in Schumacher je imel že po prvem krogu neverjetnih sedem sekund prednosti pred konkurenti, po petih pa že kar 22. Zmaga v nobenem trenutku ni bila ogrožena, saj je imel na koncu prednost pred drugo uvrščenim skoraj minuto.[50]
- Velika nagrada Madžarske 1998: S tretjega mesta je prišel do zmage, po tem ko je s taktiko postanka več in nizanjem kvalifikacijskih krogov skozi celo dirko premagal tudi hitrejša McLarna.
- Velika nagrada Avstrije 2003: V drugem ovinku odločilnega kroga mu je blokiralo kolo in vendar je osvojil najboljši štartni položaj. Na dirki pa je uspel zmagati, kljub temu da je njegov dirkalnik pri drugem postanku v boksih zajel ogenj. Mehaniki so ogenj pogasili, Schumacher pa je mirno nadaljeval, nadoknadil zamujeno in zmagal.[51]
- Velika nagrada Kanade 2003: Zmaga s tretjega mesta, tik pred bratom Ralfom, Montoyo in Alonsom, ki jo je uspel doseči kljub uničenim zavoram. Ross Brawn je po dirki dejal, da je bila to ena najtežjih dirk, ki jih je videl.[52]
- Velika nagrada Francije 2004: Z drugega mesta je uspel priti do tesne zmage pred Alonsom s taktiko kar štirih postankov v boksih in porazil francosko moštvo na domačih tleh.
- Velika nagrada Brazilije 2006: Še enkrat je pokazal svojo odločenost in eno svojih najboljših dirk, kljub temu da je bil naslov prvaka izgubljen že po eksploziji motorja na predhodni dirki. Po okvari črpalke za gorivo na kvalifikacijah in počeni pnevmatiki je zaostajal že skoraj za krog, nato pa večino dirke lovil vodilne in jih nekaj krogov pred koncem tudi ujel. Ob koncu dirke je najprej prisilil Fisichello v napako, nato pa po dobrem boju še uspel prehiteti Räikkönena, ki je njegov naslednik pri Ferrariju.[53]

## Dirkaški rezultati

### Pregled rezultatov
| Sezona | Serija                                  | Moštvo               | Dirke         | Pole          | Zmage         | Toč           | Uvr           |
| ------ | --------------------------------------- | -------------------- | ------------- | ------------- | ------------- | ------------- | ------------- |
| 1988   | Evropska Formula Ford 1600              | Eufra Racing         | 4             | 1             | 2             | 50            | 2.            |
| 1988   | Nemška Formula Ford 1600                | Eufra Racing         | ?             | ?             | ?             | ?             | 6.            |
| 1988   | Formula König                           | ?                    | 10            | 1             | 9             | 192           | 1.            |
| 1989   | Nemška Formula 3                        | WTS Racing           | 12            | 2             | 2             | 163           | 3.            |
| 1989   | Evropska Formula 3                      | WTS Racing           | 1             | 0             | 0             | ?             | NC            |
| 1989   | Velika nagrada Macaa                    | WTS Racing           | 1             | 0             | 0             | ?             | NC            |
| 1990   | Svetovno prvenstvo športnih dirkalnikov | Team Sauber Mercedes | 3             | 0             | 1             | 21            | =5.           |
| 1990   | Nemška Formula 3                        | WTS Racing           | 11            | 6             | 5             | 148           | 1.            |
| 1990   | Evropska Formula 3                      | WTS Racing           | 1             | 1             | 0             | ?             | NC            |
| 1990   | Velika nagrada Macaa                    | WTS Racing           | 1             | 0             | 1             | ?             | 1.            |
| 1991   | Formula 1                               | Jordan               | 1             | 0             | 0             | 0             | 14.           |
| 1991   | Formula 1                               | Benetton             | 5             | 0             | 0             | 4             | 14.           |
| 1991   | Svetovno prvenstvo športnih dirkalnikov | Team Sauber Mercedes | 8             | 0             | 1             | 43            | =9.           |
| 1991   | DTM                                     | Zakspeed Mercedes    | 4             | 0             | 0             | 0             | NC            |
| 1991   | Japonska Formula 3000                   | Team Le Mans         | 1             | 0             | 0             | 6             | 12.           |
| 1992   | Formula 1                               | Benetton             | 16            | 0             | 1             | 53            | 3.            |
| 1993   | Formula 1                               | Benetton             | 16            | 0             | 1             | 52            | 4.            |
| 1994   | Formula 1                               | Benetton             | 14            | 6             | 8             | 92            | 1.            |
| 1995   | Formula 1                               | Benetton             | 17            | 4             | 9             | 102           | 1.            |
| 1996   | Formula 1                               | Ferrari              | 16            | 4             | 3             | 59            | 3.            |
| 1997   | Formula 1                               | Ferrari              | 17            | 3             | 5             | 78            | DSQ           |
| 1998   | Formula 1                               | Ferrari              | 16            | 3             | 6             | 86            | 2.            |
| 1999   | Formula 1                               | Ferrari              | 10            | 3             | 2             | 44            | 5.            |
| 2000   | Formula 1                               | Ferrari              | 17            | 9             | 9             | 108           | 1.            |
| 2001   | Formula 1                               | Ferrari              | 17            | 11            | 9             | 123           | 1.            |
| 2002   | Formula 1                               | Ferrari              | 17            | 7             | 11            | 144           | 1.            |
| 2003   | Formula 1                               | Ferrari              | 16            | 5             | 6             | 93            | 1.            |
| 2004   | Formula 1                               | Ferrari              | 18            | 8             | 13            | 148           | 1.            |
| 2005   | Formula 1                               | Ferrari              | 19            | 1             | 1             | 62            | 3.            |
| 2006   | Formula 1                               | Ferrari              | 18            | 4             | 7             | 121           | 2.            |
| 2007   | Formula 1                               | Ferrari              | Testni dirkač | Testni dirkač | Testni dirkač | Testni dirkač | Testni dirkač |
| 2010   | Formula 1                               | Mercedes GP          | 19            | 0             | 0             | 72            | 9.            |
| 2011   | Formula 1                               | Mercedes GP          | 19            | 0             | 0             | 76            | 8.            |
| 2012   | Formula 1                               | Mercedes GP          | 20            | 0             | 0             | 49            | 13.           |

### Formula 1
(legenda) (odebeljene dirke pomenijo najboljši štartni položaj, poševne pa najhitrejši krog, †-uvrščen kljub odstopu)
| Leto | Moštvo                        | Šasija           | Motor                   | 1       | 2      | 3       | 4       | 5       | 6       | 7       | 8       | 9       | 10      | 11      | 12      | 13      | 14      | 15      | 16      | 17      | 18     | 19      | 20    | Prv  | Toč |
| ---- | ----------------------------- | ---------------- | ----------------------- | ------- | ------ | ------- | ------- | ------- | ------- | ------- | ------- | ------- | ------- | ------- | ------- | ------- | ------- | ------- | ------- | ------- | ------ | ------- | ----- | ---- | --- |
| 1991 | Team 7UP Jordan               | Jordan 191       | Ford HBB 4 3.5 V8       | ZDA     | BRA    | SMR     | MON     | KAN     | MEH     | FRA     | VB      | NEM     | MAD     | BEL Ret |         |         |         |         |         |         |        |         |       | 14.  | 4   |
| 1991 | Camel Benetton Ford           | Benetton B191    | Ford HBA 5 3.5 V8       |         |        |         |         |         |         |         |         |         |         |         | ITA 5   | POR 6   | ŠPA 6   | JAP Ret | AVS Ret |         |        |         |       | 14.  | 4   |
| 1992 | Camel Benetton Ford           | Benetton B191B   | Ford HB 3.5 V8          | JAR 4   | MEH 3  | BRA 3   |         |         |         |         |         |         |         |         |         |         |         |         |         |         |        |         |       | 3.   | 53  |
| 1992 | Camel Benetton Ford           | Benetton B192    | Ford HB 3.5 V8          |         |        |         | ŠPA 2   | SMR Ret | MON 4   | KAN 2   | FRA Ret | VB 4    | NEM 3   | MAD Ret | BEL 1   | ITA 3   | POR 7   | JAP Ret | AVS 2   |         |        |         |       | 3.   | 53  |
| 1993 | Camel Benetton Ford           | Benetton B193    | Ford HB 3.5 V8          | JAR Ret | BRA 3  |         |         |         |         |         |         |         |         |         |         |         |         |         |         |         |        |         |       | 4.   | 52  |
| 1993 | Camel Benetton Ford           | Benetton B193B   | Ford HB 3.5 V8          |         |        | EU Ret  | SMR 2   | ŠPA 3   | MON Ret | KAN 2   | FRA 3   | VB 2    | NEM 2   | MAD Ret | BEL 2   | ITA Ret | POR 1   | JAP Ret | AVS Ret |         |        |         |       | 4.   | 52  |
| 1994 | Mild Seven Benetton Ford      | Benetton B194    | Ford Zetec-R 3.5 V8     | BRA 1   | PAC 1  | SMR 1   | MON 1   | ŠPA 2   | KAN 1   | FRA 1   | GBR DSQ | NEM Ret | MAD 1   | BEL DSQ | ITA     | POR     | EU 1    | JAP 2   | AVS Ret |         |        |         |       | 1.   | 92  |
| 1995 | Mild Seven Benetton Renault   | Benetton B195    | Renault RS7 3.0 V10     | BRA 1   | ARG 3  | SMR Ret | ŠPA 1   | MON 1   | KAN 5   | FRA 1   | VB Ret  | NEM 1   | MAD 11  | BEL 1   | ITA Ret | POR 2   | EU 1    | PAC 1   | JAP 1   | AVS Ret |        |         |       | 1.   | 102 |
| 1996 | Scuderia Ferrari S.p.A.       | Ferrari F310     | Ferrari 046 3.0 V10     | AVS Ret | BRA 3  | ARG Ret | EU 2    | SMR 2   | MON Ret | ŠPA 1   | KAN Ret | FRA DNS | VB Ret  | NEM 4   | MAD 9   | BEL 1   | ITA 1   | POR 3   | JAP 2   |         |        |         |       | 3.   | 59  |
| 1997 | Scuderia Ferrari Marlboro     | Ferrari F310B    | Ferrari 046/2 3.0 V10   | AVS 2   | BRA 5  | ARG Ret | SMR 2   | MON 1   | ŠPA 4   | KAN 1   | FRA 1   | VB Ret  | NEM 2   | MAD 4   | BEL 1   | ITA 6   | AVT 6   | LUK Ret | JAP 1   | EU Ret  |        |         |       | DSQ* | 78  |
| 1998 | Scuderia Ferrari Marlboro     | Ferrari F300     | Ferrari 047 3.0 V10     | AVS Ret | BRA 3  | ARG 1   | SMR 2   | ŠPA 3   | MON 10  | KAN 1   | FRA 1   | VB 1    | AVT 3   | NEM 5   | MAD 1   | BEL Ret | ITA 1   | LUK 2   | JAP Ret |         |        |         |       | 2.   | 86  |
| 1999 | Scuderia Ferrari Marlboro     | Ferrari F399     | Ferrari 048 3.0 V10     | AVS 8   | BRA 2  | SMR 1   | MON 1   | ŠPA 3   | KAN Ret | FRA 5   | VB Ret  | AVT     | NEM     | MAD     | BEL     | ITA     | EU      | MAL 2   | JAP 2   |         |        |         |       | 5.   | 44  |
| 2000 | Scuderia Ferrari Marlboro     | Ferrari F1-2000  | Ferrari 049 3.0 V10     | AVS 1   | BRA 1  | SMR 1   | VB 3    | ŠPA 5   | EU 1    | MON Ret | KAN 1   | FRA Ret | AVT Ret | NEM Ret | MAD 2   | BEL 2   | ITA 1   | ZDA 1   | JAP 1   | MAL 1   |        |         |       | 1.   | 108 |
| 2001 | Scuderia Ferrari Marlboro     | Ferrari F2001    | Ferrari 050 3.0 V10     | AVS 1   | MAL 1  | BRA 2   | SMR Ret | ŠPA 1   | AVT 2   | MON 1   | KAN 2   | EU 1    | FRA 1   | VB 2    | NEM Ret | MAD 1   | BEL 1   | ITA 4   | ZDA 2   | JAP 1   |        |         |       | 1.   | 123 |
| 2002 | Scuderia Ferrari Marlboro     | Ferrari F2001    | Ferrari 050 3.0 V10     | AVS 1   | MAL 3  |         |         |         |         |         |         |         |         |         |         |         |         |         |         |         |        |         |       | 1.   | 144 |
| 2002 | Scuderia Ferrari Marlboro     | Ferrari F2002    | Ferrari 051 3.0 V10     |         |        | BRA 1   | SMR 1   | ŠPA 1   | AVT 1   | MON 2   | KAN 1   | EU 2    | VB 1    | FRA 1   | NEM 1   | MAD 2   | BEL 1   | ITA 2   | ZDA 2   | JAP 1   |        |         |       | 1.   | 144 |
| 2003 | Scuderia Ferrari Marlboro     | Ferrari F2002    | Ferrari 051 3.0 V10     | AVS 4   | MAL 6  | BRA Ret | SMR 1   |         |         |         |         |         |         |         |         |         |         |         |         |         |        |         |       | 1.   | 93  |
| 2003 | Scuderia Ferrari Marlboro     | Ferrari F2003-GA | Ferrari 052 3.0 V10     |         |        |         |         | ŠPA 1   | AVT 1   | MON 3   | KAN 1   | EU 5    | FRA 3   | VB 4    | NEM 7   | MAD 8   | ITA 1   | ZDA 1   | JAP 8   |         |        |         |       | 1.   | 93  |
| 2004 | Scuderia Ferrari Marlboro     | Ferrari F2004    | Ferrari 053 3.0 V10     | AVS 1   | MAL 1  | BAH 1   | SMR 1   | ŠPA 1   | MON Ret | EU 1    | KAN 1   | ZDA 1   | FRA 1   | VB 1    | NEM 1   | MAD 1   | BEL 2   | ITA 2   | KIT 12  | JAP 1   | BRA 7  |         |       | 1.   | 148 |
| 2005 | Scuderia Ferrari Marlboro     | Ferrari F2004M   | Ferrari 053 3.0 V10     | AVS Ret | MAL 7  |         |         |         |         |         |         |         |         |         |         |         |         |         |         |         |        |         |       | 3.   | 62  |
| 2005 | Scuderia Ferrari Marlboro     | Ferrari F2005    | Ferrari 055 3.0 V10     |         |        | BAH Ret | SMR 2   | ŠPA Ret | MON 7   | EU 5    | KAN 2   | ZDA 1   | FRA 3   | VB 6    | NEM 5   | MAD 2   | TUR Ret | ITA 10  | BEL Ret | BRA 4   | JAP 7  | KIT Ret |       | 3.   | 62  |
| 2006 | Scuderia Ferrari Marlboro     | Ferrari 248 F1   | Ferrari 056 2.4 V8      | BAH 2   | MAL 6  | AVS Ret | SMR 1   | EU 1    | ŠPA 2   | MON 5   | VB 2    | KAN 2   | ZDA 1   | FRA 1   | NEM 1   | MAD 8   | TUR 3   | ITA 1   | KIT 1   | JAP Ret | BRA 4  |         |       | 2.   | 121 |
| 2010 | Mercedes GP Petronas F1 Team  | Mercedes MGP W01 | Mercedes FO 108X 2.4 V8 | BAH 6   | AVS 10 | MAL Ret | KIT 10  | ŠPA 4   | MON 12  | TUR 4   | KAN 11  | EU 15   | VB 9    | NEM 9   | MAD 11  | BEL 7   | ITA 9   | SIN 13  | JAP 6   | KOR 4   | BRA 7  | ABU Ret |       | 9.   | 72  |
| 2011 | Mercedes GP Petronas F1 Team  | Mercedes MGP W02 | Mercedes FO 108Y 2.4 V8 | AVS Ret | MAL 9  | KIT 8   | TUR 12  | ŠPA 6   | MON Ret | KAN 4   | EU 17   | VB 9    | NEM 8   | MAD Ret | BEL 5   | ITA 5   | SIN Ret | JAP 6   | KOR Ret | IND 5   | ABU 7  | BRA 15  |       | 8.   | 76  |
| 2012 | Mercedes AMG Petronas F1 Team | Mercedes F1 W03  | Mercedes FO 108Z 2.4 V8 | AVS Ret | MAL 10 | KIT Ret | BAH 10  | ŠPA Ret | MON Ret | KAN Ret | EU 3    | VB 7    | NEM 7   | MAD Ret | BEL 7   | ITA 6   | SIN Ret | JAP 11  | KOR 13  | IND 22  | ABU 11 | ZDA 16  | BRA 7 | 13.  | 49  |

* Schumacher je bil po trčenju z Villeneuvom v Jerezu diskvalificiran iz prvenstva 1997.

## Rekordi v Formuli 1
V Formuli 1 je zbral rekordnih 91 zmag, le eno manj kot drugi in tretji po zmagah, Alain Prost (51) in Ayrton Senna (41), skupaj. Prav tako rekordnih je 68 osvojenih najboljših štartnih položajev, po tem ko mu je v svoji zadnji sezoni uspelo prehiteti Senno, ki je zdaj drugi s 65-timi. Sedemkrat pa je postal svetovni prvak (1994, 1995 z Benettonom, 2000, 2001, 2002, 2003, 2004 s Ferrarijem).
Bil je najmlajši dvojni svetovni prvak po sezoni 1995 s 26-timi leti, 9-timi meseci in 19-timi dnevi, toda ta rekord je izboljšal Fernando Alonso po sezoni 2006 s 25-timi leti, 3-mi meseci in 24-timi dnevi. Z izjemo debitantske sezone 1991, ko je odpeljal le zadnjih 6 dirk, Schumacher ni imel sezone brez zmage.
S koncem sezone 2006 Michael Schumacher drži naslednje rekorde:
- Največ naslovov svetovnega prvaka: 7
- Največ zaporednih naslovov svetovnega prvaka: 5
- Največ zmag: 91
- Največ zaporednih zmag: 7 (V sezoni 2004 - Od VN Evrope do VN Madžarske; Sorekorder z Italijanom Albertom Ascarijem)
- Največ zmag za določeno ekipo: 72 s Ferrarijem
- Največ zmag na določeni VN: 8 na Francoskem Magny-Cours-u
- Največ zmag na različnih VN (glede na države): 20
- Največja časovna razlika med prvo in zadnjo zmago: 14 let, 1 mesec in 2 dni
- Največ drugih mest: 43
- Največ stopničk: 154
- Največ zaporednih stopničk: 19 (Od VN ZDA 2001 do VN Japonske 2002)
- Največ uvrstitev v točke: 190
- Največ krogov v vodstvu: 4741
- Največ najboljših štartnih položajev: 68
- Največ startov iz prve vrste: 115
- Največ najhitrejših krogov: 76
- Največ dvojčkov (najboljši štartni položaj in zmaga): 40
- Največ hat-trickov (najboljši štartni položaj, zmaga in najhitrejši krog): 22
- Največ prvenstvenih točk: 1,369 (povprečno 5.52 na dirko)
- Največ zaporednih uvrstitev brez odstopa: 24 (od VN Madžarske 2001 do Malezije 2003)
- Največ točk v sezoni kot vice-prvak: 121 (od možnih 180)
- Največ zmag v sezoni kot vice-prvak: 7 (sorekorderja Alain Prost in Kimi Räikkönen)
- Največ nastopov za določeno moštvo in izdelovalca motorjev: 180 (oboje za Ferrari)
- Edini dirkač v kateri koli kategoriji, ki je zmagal 5 krat v Ameriškem Indianapolisu
- Edini dirkač Formule 1, ki je zmagal 5 krat v Italijanski Monzi.
- Največ zaporednih sezon z vsaj eno zmago: 15

2004:
- Največ zmag v sezoni: 13 (na 18-tih dirkah)
- Največ najhitrejših krogov v sezoni: 10 (na 18-tih dirkah; sorekorder s Kimijem Räikkönenom v sezoni 2005)
- Največ točk v sezoni: 148 (od možnih 180)

2002:
- Največ stopničk v sezoni: 17 (na 17-tih dirkah)
- Najzgodnejše osvojeni naslov: 6 dirk pred koncem prvenstva

## Zasebno življenje
Schumacher se je avgusta 1995 poročil s Corinno Betsch. Imata dva otroka, hči Gino-Mario (rojeno leta 1997) in sina Micka (rojenega leta 1999). Živijo v švicarskem Glandu pri Ženevskem jezeru. Schumacher je bil vedno zelo zaščitniški do svojega privatnega življenja in ne mara zvezdništva, raje ima preprosto življenje. Schumacherjev brat Ralf je tudi bil dirkač v Formuli 1 do leta 2008.
Schumacher je bil prvi športni milijonar. Njegova letna plača v sezoni 2004 je znašala 80 milijonov dolarjev. Leta 2005 je bil na Forbesovi lestvici stotih svetovnih najvplivnejših zvezdnikov uvrščen na 17. mesto. Velik del njegovih dohodkov je prihajal od sponzorjev: Deutsche Vermögensberatung je plačeval 8 milijonov dolarjev za tri leta, da je Schumacher na novinarski konferenci po dirkah na svoji kapi nosil njihov 10 krat 6 centimeterski napis. To pogodbo so podaljšali do leta 2010.
Schumacher igra nogomet za lokalno moštvo FC Echichens. Prav tako je igral na mnogih dobrodelnih nogometnih tekmah in nogometnih tekmah med dirkači Formule 1.
Schumacher je leta 2004 žrtvam cunamija v Indijskem oceanu podaril 10 milijonov dolarjev. Njegova donacija je bila večja od vseh drugih športnikov, večine športnih zvez, mnogih svetovnih korporacij in celo nekaterih držav.
Schumacher je tudi posebni UNESCOv ambasador in je organizaciji podaril 1.5 milijona Evrov. Poleg tega je plačal za postavil šole za revne otroke v Senegalskem Dakarju, kar je zelo izboljšalo razmere v bližnjih barakarskih naseljih. Podpira tudi bolnišnico za otroške žrtve vojne v Sarajevu, ki je specializirana za otroške amputacije. V Perujski Limi je financiral »Palačo za revne«, center za pomoč brezdomnim otrokom brez izobrazbe, obleke, hrane, medicinske oskrbe in strehe nad glavo. Za dobrodelništvo se je začel zanimati zaradi svoje ljubezni do otrok in dejstva, da so bili nekateri popolnoma prezrti s strani donatorjev. Ni znana točna vsota, ki jo je Schumacher v svojem življenju podaril v dobrodelne namene, je pa znano da je v zadnjih štirih sezonah kot dirkač podaril vsaj 50 milijonov dolarjev.
Od njegovega sodelovanja v kampanji FIE za varnost na cestah kot kazen za trčenje na Veliki nagradi Evrope 1997, je Schumacher nadaljeval s podporo drugih kampanji, kot na primer »Make Roads Safe«, ki jo vodi fundacija FIE in poziva države G8 in Združene narode, da priznajo žrtve cestnih nesreč po svetu za velik zdravstveni problem.
Schumacher je posodil svoj glas za animacijski film Cars (Disney-Pixar), kot Rosso Corsa Ferrari F430. Marca 2006 je bilo najavljeno, da bo Schumacher imel manjšo vlogo v filmu Asterix at the Olympic Games.
29. decembra 2013 se je Schumacher med smučanjem v francoskem Méribelu hudo poškodoval. Pri padcu je z glavo udaril ob skalo in utrpel možganske poškodbe. Prepeljan je bil v bolnišnico v Moûtiersu, od tam pa v Grenoble. Več mesecev je bil v komi in kritičnem stanju. Sredi junija 2014 se je prebudil iz kome in zapustil bolnišnico.